# Veerboot

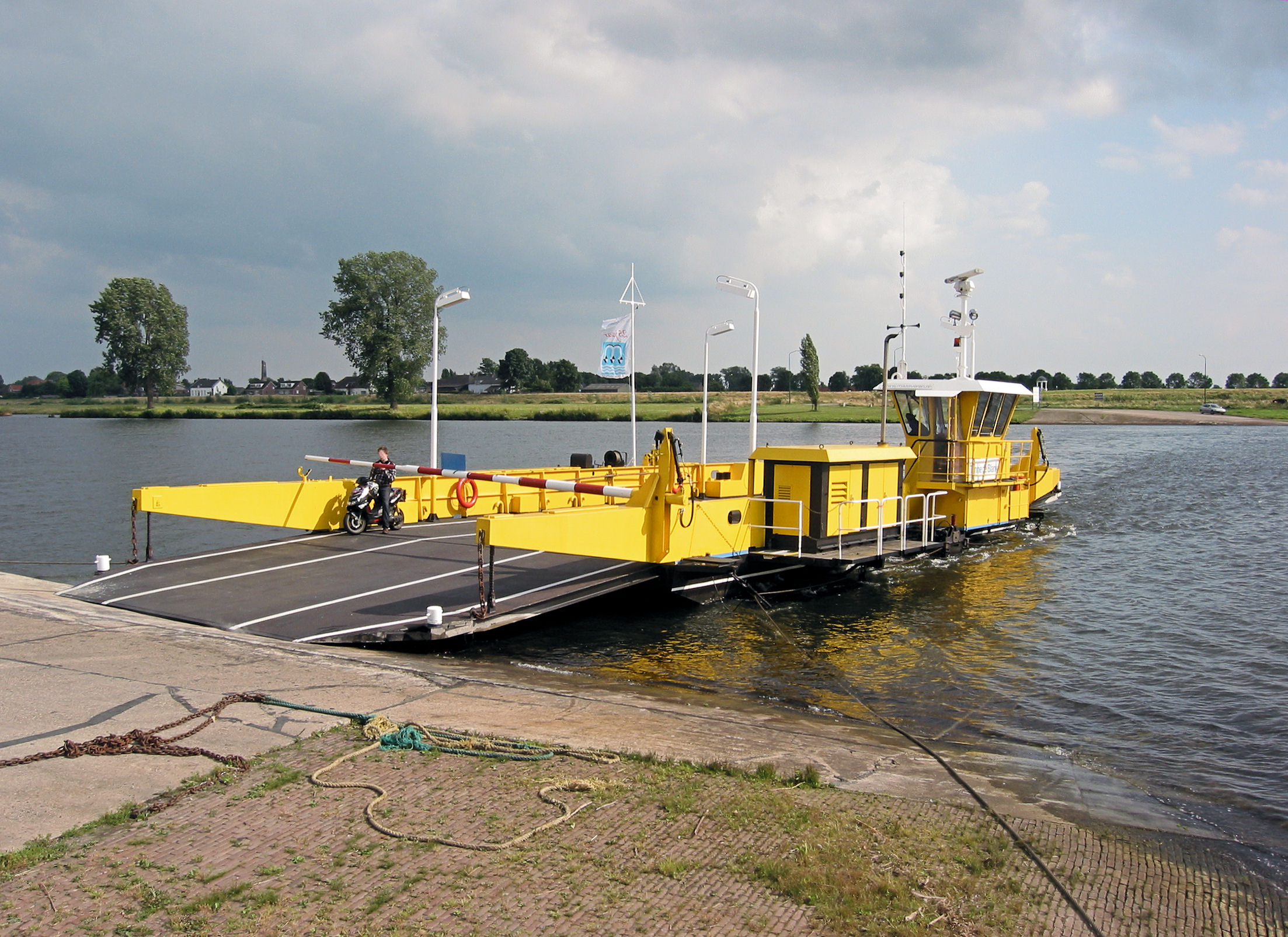
Het Oijense veer over de Maas

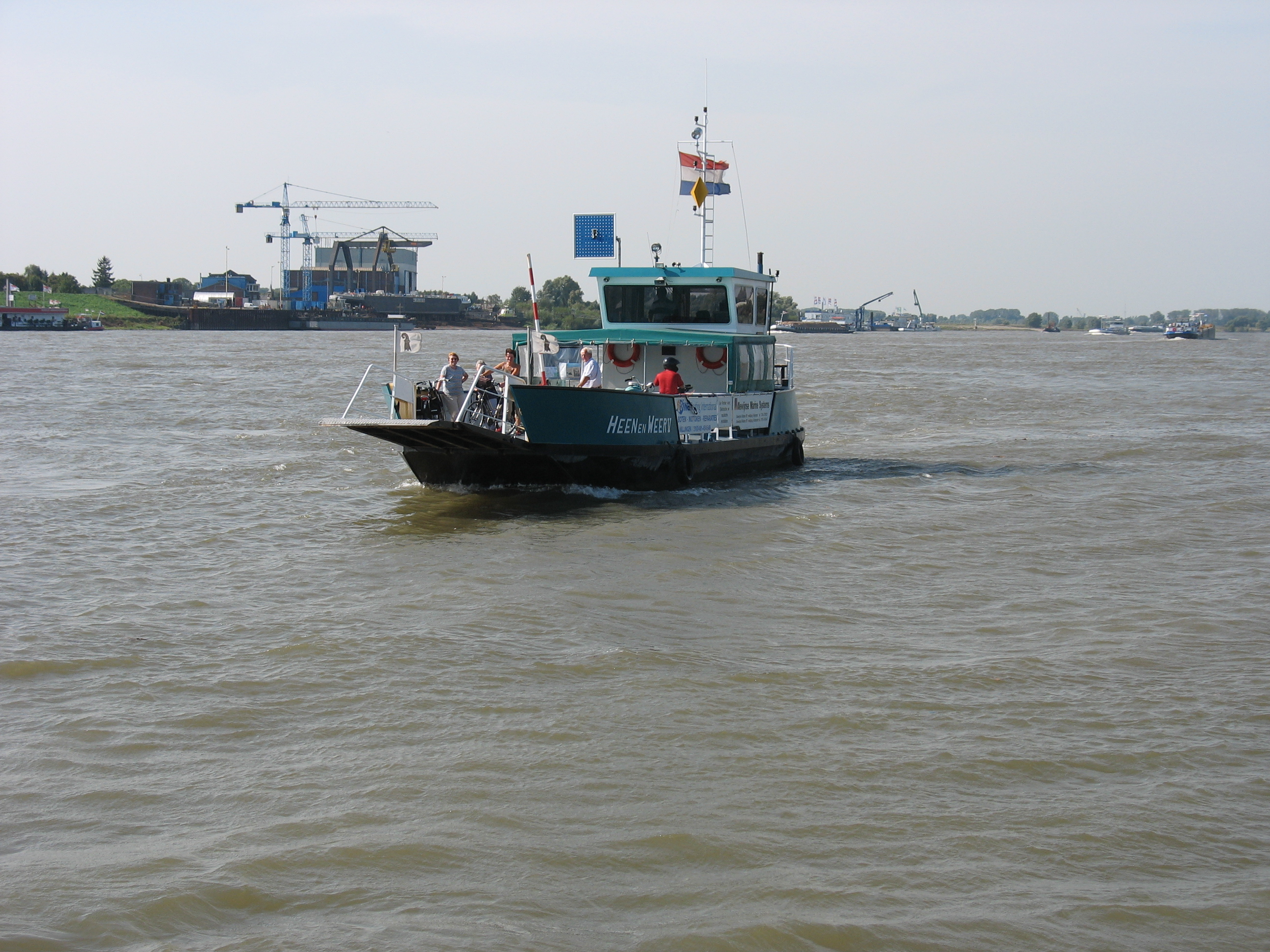
De Heen en Weer V in het Bijlandsch Kanaal bij Millingen aan de Rijn

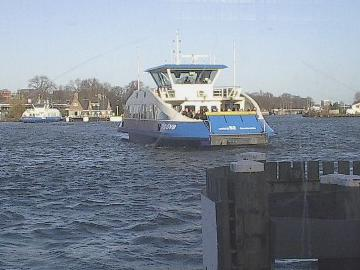
Het IJ-veer achter het Centraal Station van Amsterdam

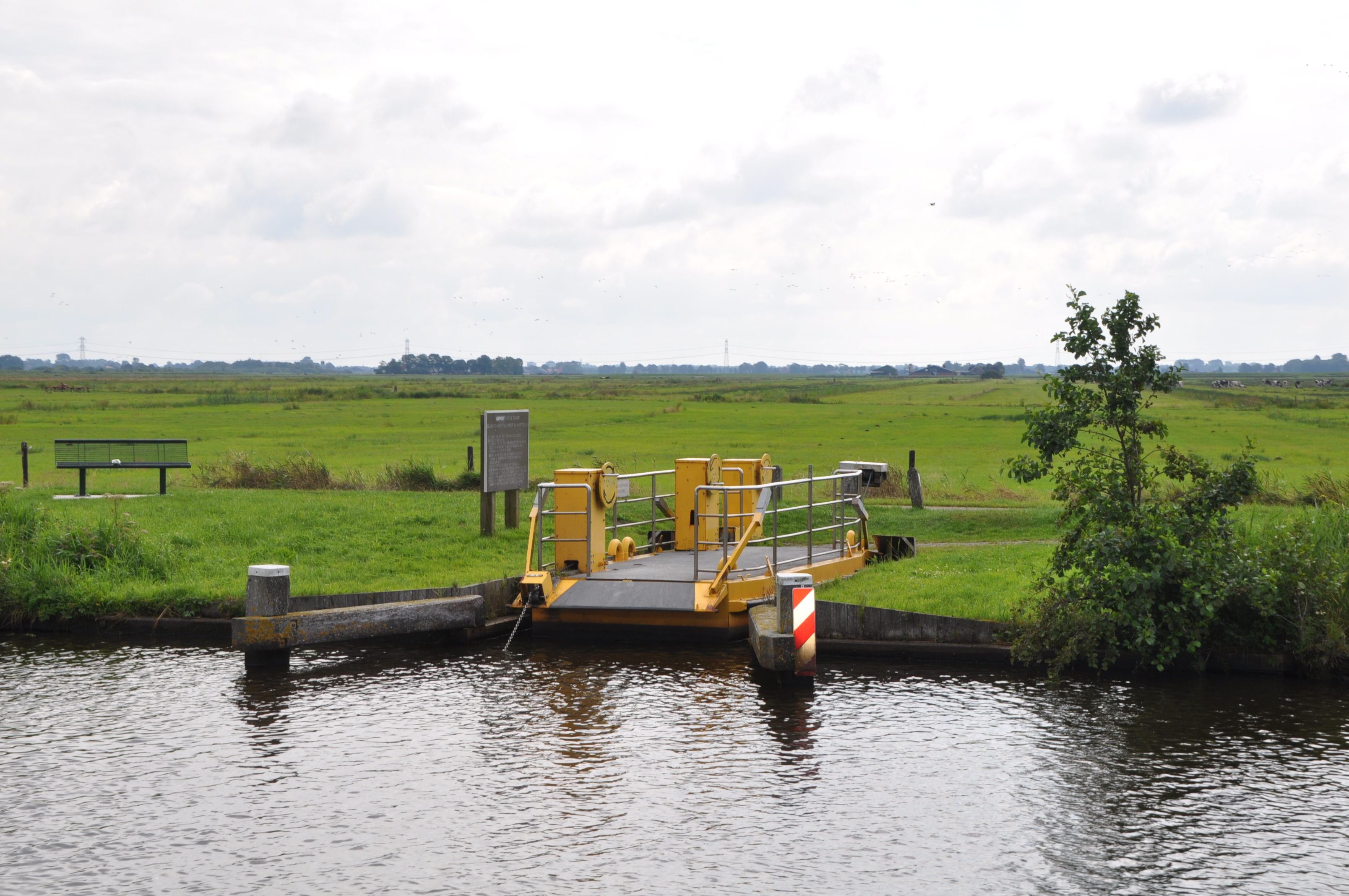
Het veerpontje over de Tjonger

Een veerboot, of veerpont, ook wel pont of veer genoemd, is een vaartuig waarmee een verbinding over water wordt onderhouden.
In Nederland wordt de term veerboot gebruikt voor een schip dat twee zeehavens met elkaar verbindt, terwijl veerpont refereert aan een vaartuig waarmee mensen (met of zonder een vervoermiddel, zoals een auto of een fiets) naar de andere kant van het water (rivier, kanaal, meer, baai of sloot) worden gebracht. De eerste vaart veelal volgens een dienstregeling, de tweede naar behoefte.

## Ponttypes
- Een vrij varende pont wordt aangedreven door een motor. Meestal is dit een dieselmotor. Tot in de jaren 70 van de 20e eeuw waren er stoomponten die werden aangedreven door een stoommachine. Deze zijn geleidelijk vervangen door dieselmotoren. Sommige ponten hebben meerdere rompen, catamarans, zoals de Koegelwieck (met dit schip kunnen geen auto's mee). Andere veren, meestal alleen voor voetgangers en fietsers, worden aangedreven door een elektromotor, die gevoed wordt door een accu en/of zonnecellen. Dergelijke veren kunnen ook uitgevoerd zijn als een bak die is bevestigd aan een kleine boot.
- Een kabelpont is verbonden met een of twee doorlopende kabels of ketting van de ene naar de andere oever. Grotere ponten voor auto's hebben een dieselmotor. Kleinere worden aangedreven met een elektromotor of met de hand. De aandrijving kan zijn door dat de pont aan de kabel trekt om over te komen of dat de aandrijving verloopt via een schroef in het water. Sommige kabelponten die met de hand moeten worden aangedreven zijn zelfbedieningsponten.
- Een gierpont is met een kabel bevestigd aan een punt in het midden van de rivier op de bodem. Door het schip schuin op de stroming te draaien, zal de boot door de stroming de overkant bereiken. Gierponten schakelen over op een dieselmotor ter ondersteuning om sneller aan de overkant te komen. De lengte van de kabel is onder meer afhankelijk van de breedte van de rivier. Omdat het ankerpunt en de pont op enige afstand van elkaar zijn wordt de verbindingskabel boven water gehouden met een of meer kleine bootjes (bocht-aken) ter grootte van een roeiboot. Deze bootjes zijn voor het overige scheepsverkeer een teken dat een gierpont gebruikt wordt en tevens dat men de pont diende te passeren aan de andere kant van de bootjes. Omdat een ongemotoriseerde gierpont langzaam is en dus ook hinderlijk voor het overige scheepvaartverkeer kan zijn, zijn er in Nederland en België alleen nog gemotoriseerde gierponten.[1]

Ook kan een onderverdeling gemaakt worden naar:
- Voet- en fietsveren voor voetgangers en fietsers. Deze liggen in de regel op plaatsen waar andere oeververbindingen ontbreken. Gemotoriseerd verkeer wordt daar omgeleid via de dichtstbijzijnde algemene oeververbinding. Veel voet- en fietsveren varen niet het hele jaar door. In de eenvoudigste vorm is een voetveer een roeiboot en vaak hangt er een bel op de oever om de veerman te roepen. Er zijn ook voetveren die langs een kabel varen en die door de gebruiker zelf moeten worden aangedreven door aan een slinger te draaien.
- Autoveer (voor alle voertuigen, veelal ook vrachtvervoer). De veerboot die auto's, vrachtwagens mee kan nemen heeft meestal een voor- of achterlaadklep, soms beide. De klep wordt met de Engelse term ramp aangeduid.

## Nederland

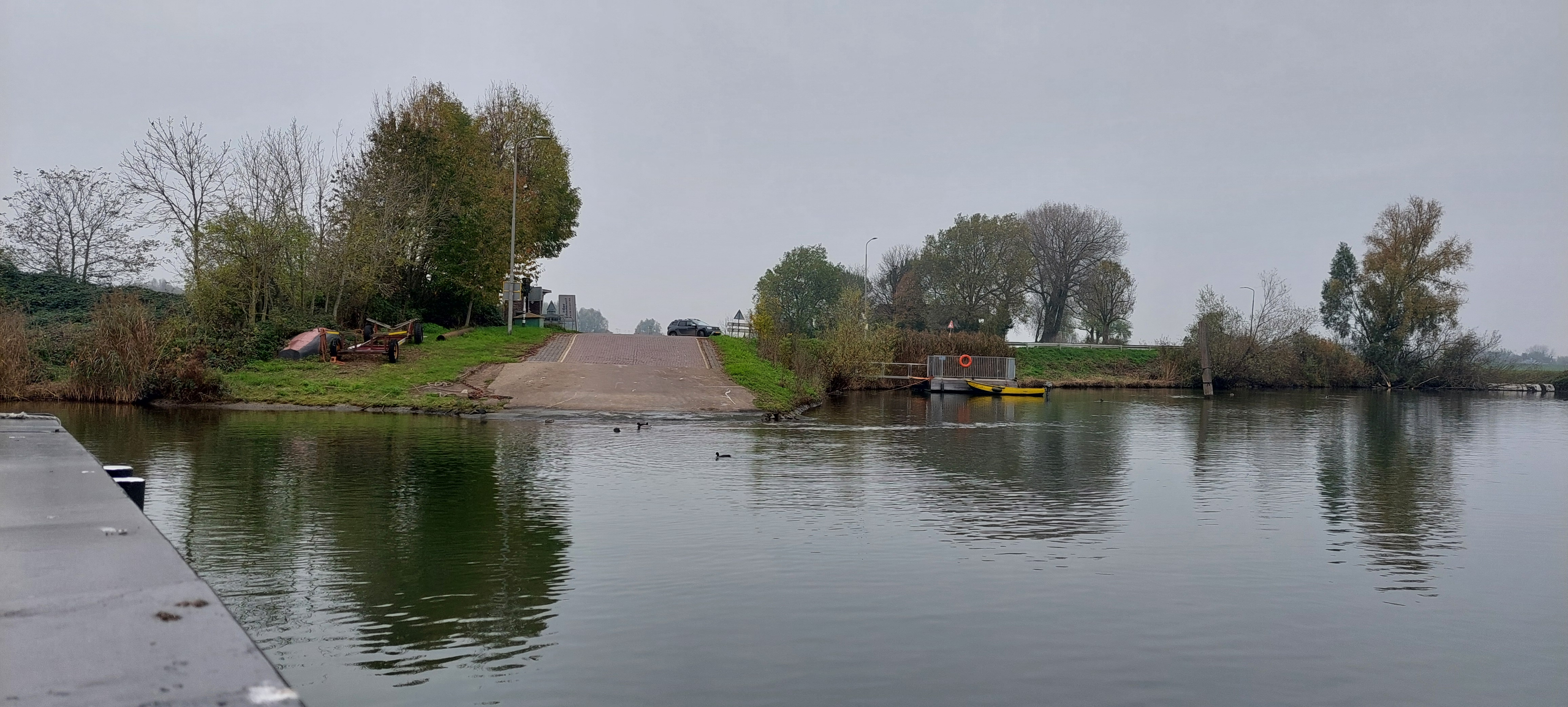
De aanlandingsplaats van de veerpont bij Culemborg aan de Schalkwijkse kant van de Lek.

In Nederland wordt er wettelijk onderscheid gemaakt tussen een veerboot en een veerpont. Volgens het in Nederland geldige Binnenvaartbesluit is een:
- Veerboot: een schip dat is bestemd of wordt gebruikt voor het bedrijfsmatig vervoer van meer dan 12 personen buiten de bemanningsleden en dat een openbaar vervoersdienst onderhoudt tussen plaatsen gelegen aan de Dollard, de Eems, de Waddenzee met inbegrip van de verbindingen met de Noordzee, of de Westerschelde en de zeemonding daarvan.
- Veerpont: een schip, niet zijnde een veerboot, dat is bestemd of wordt gebruikt voor het bedrijfsmatig vervoer van een of meer personen buiten de bemanningsleden en dat een openbaar vervoersdienst onderhoudt.

Nederlandse veerponten zijn meestal onderdeel van het Nederlandse wegennet en eigenlijk geen besloten of openbaar vervoer. Ze worden geëxploiteerd in opdracht van de wegbeheerder of door de wegbeheerder zelf en worden deels of helemaal betaald uit de wegengelden. Sommige veerdiensten worden wel gerekend onder het besloten collectief vervoer, vooral de toeristische c.q. zomerse fiets- en voetveren, en de waterbus en watertaxi in diverse steden.
Veerponten over rivieren en kanalen horen bij het wegennet, net als tunnels en bruggen, die meestal gratis te gebruiken zijn. Veerponten zijn daarom relatief goedkoop en soms gratis. Zo zijn bijvoorbeeld gratis voor voetgangers en fietsers de Amsterdamse veren over het IJ. Veerboten daarentegen zijn vrijwel nooit gratis.
Nederland telt anno 2021 313 veren, die tezamen jaarlijks ruim 54 miljoen personen overzetten. Daarmee worden bijna 500 miljoen omrijkilometers bespaard. De directe economische betekenis van alle veerdiensten in Nederland bedraagt 99,1 miljoen euro. Gezamenlijk bieden de utilitaire veren, recreatieve veren en zoute veren werkgelegenheid aan 1.001 fte en zijn er 842 vrijwilligers actief bij de recreatieve veren. Het maatschappelijk belang van de utilitaire veren bedraagt 427,7 miljoen euro. Dat van de recreatieve veren 45,1 miljoen euro. Het totale economisch en maatschappelijk belang van alle veerdiensten in Nederland komt daarmee uit op 571,9 miljoen euro. Het waterrijke fietsland Nederland telt ruim 150 fiets- en voetveren en slechts enkele internationale veerverbindingen.

### Veerbootverbindingen
Nederlandse veerboten varen naar de Waddeneilanden, over het IJsselmeer, over de rivieren en in het verleden over de wateren tussen de Zuid-Hollandse en Zeeuwse eilanden en naar Zeeuws-Vlaanderen. Ook zijn er diverse veerboten over de Noordzee naar het Verenigd Koninkrijk.
Belangrijke veerbootverbindingen binnen Nederland zijn:
- Den Helder – Texel (TESO)
- Harlingen – Vlieland (Rederij Doeksen)
- Harlingen – Terschelling (Rederij Doeksen)
- Vlieland – Terschelling (Rederij Doeksen)
- Holwerd – Ameland (Wagenborg)
- Lauwersoog – Schiermonnikoog (Wagenborg)
- Esonstad – Schiermonnikoog (Wagenborg)
- Enkhuizen – Stavoren (Rederij V & O B.V.) (alleen fiets- en voetveer; van april t/m oktober)
- Enkhuizen – Urk (Rederij Duurstede) (alleen fiets- en voetveer)
- Lexkesveer - Wageningen-Randwijk
- Waterbus Rotterdam-Drechtsteden, (Waterbus een joint venture van Damen Shipyards en Purus Marine)
- Muiden - Pampus (Gaat ook in de zomer via Almere: Marina Muiderzand en Amsterdam)
- Marker Wadden - Lelystad (een project van Natuurmonumenten)

- Verder zijn vooral voor het fiets- en wandeltoerisme, rond de zomerperiode, ook veerbootverbindingen voor niet gemotoriseerd verkeer tussen de Zeeuwse en Zuid-Hollandse schiereilanden en tussen de Waddeneilanden onderling.
- Na opening van de Westerscheldetunnel op 14 maart 2003, zijn de autoveerdiensten Kruiningen – Perkpolder en Vlissingen – Breskens van de Provinciale Stoombootdiensten in Zeeland opgeheven. Op de route Vlissingen – Breskens wordt sindsdien alleen een fiets- en voetveer ingezet, dat als OV te water geëxploiteerd wordt door de vanuit de provincie Zeeland opgezette Westerschelde Ferry BV (voorheen Veolia Transport Fast Ferries).

### Internationale verbindingen van/naar Nederland
- Hoek van Holland – Harwich (Stena Line)
- Hoek van Holland – Killingholme (Stena Line, alleen vracht)
- Rotterdam Europoort – Hull (P&O Ferries)
- Vlaardingen - Immingham (DFDS Seaways, alleen vracht)
- IJmuiden – North Shields (DFDS Seaways)
- Eemshaven – Borkum (AG Ems)

### Boordlichten
's Nachts kan men een veerpont herkennen aan z'n navigatieverlichting
Een vrij varende veerpont moet voeren:
- een groen en een rood boordlicht en een heklicht
- een wit helder rondom schijnend licht in plaats van een toplicht
- een groen helder rondom schijnend licht ongeveer 1 meter boven dit witte licht.

Een niet-vrijvarende veerpont voert geen boordlichten of een heklicht, maar alleen:
- een wit helder rondom schijnend licht in plaats van een toplicht
- een groen helder rondom schijnend licht ongeveer 1 meter boven dit witte licht.
- daarnaast moet het meest bovenstrooms gelegen bootje van een gierpont een wit helder rondom schijnend licht voeren.

### Ongevallen
Vanwege ongevallen met voertuigen die vanaf de veerstoepen te water raken, wordt gepleit voor maatregelen als goede (knipper)verlichting en het plaatsen van bijvoorbeeld slagbomen of drempels. De veerstoepen blijken regelmatig onvoldoende op orde, en aanduidingen voor het verkeer zijn soms minimaal en worden door weggebruikers niet gezien.

## België

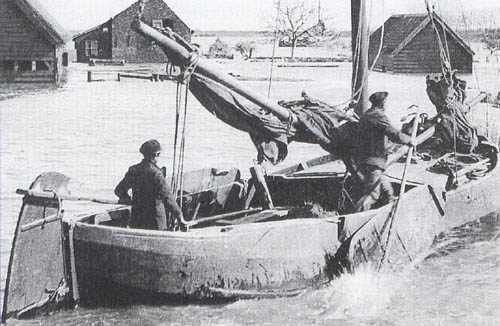
Een veerhengst, het type zeilschip waarmee eeuwenlang de verbindingen werden onderhouden in de rivierarmen van de Lage Landen

België heeft slechts enkele tientallen fiets- en voetveerverbindingen, maar veel internationale veerverbindingen.

### Binnenlandse veerbootverbindingen
Belgische veerboten (o.a. op de Schelde, de Leie, de Rupel, de IJzer, de Maas en het Kanaal Gent-Terneuzen) worden door de overheid (het Vlaams Gewest) soms verpacht aan particuliere uitbaters of uitgebaat door Vloot, onderdeel van het Agentschap Maritieme Dienstverlening en Kust. Ze vallen dus onder het openbaar vervoer, en veruit de meeste zijn gratis.

### Internationale verbindingen van/naar België

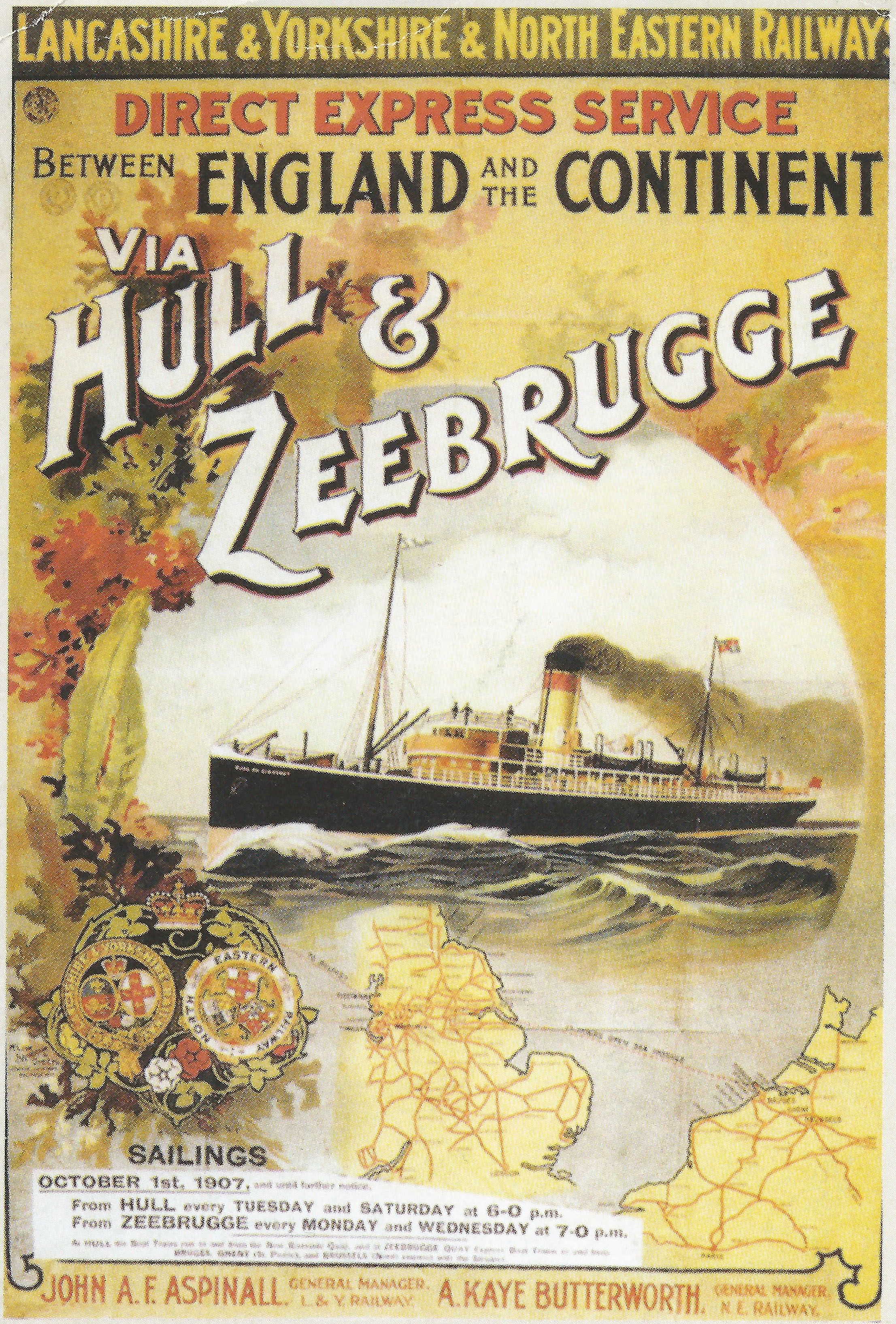
Internationale veerdienst naar Engeland in 1907

Er zijn ook diverse veerverbindingen vanuit België over de Noordzee naar het buitenland. Echter zijn dit geen dagelijkse veerverbindingen.
- Zeebrugge – Hull (P&O Ferries) (geen passagiersvervoer meer sinds begin 2020)
- Zeebrugge – Rosyth (Norfolkline) (geen passagiersvervoer meer sinds einde 2010)
- Oostende – Ramsgate (Seabourne Freight, alleen vracht)
- Oostende – Ipswich (Ferryways nv, alleen vracht)
- Oostende – Killingholme (Ferryways nv, alleen vracht)
- Gent – Göteborg (DFDS Seaways, "de Volvoboot"[7], vrachtschip met een tiental kajuiten voor passagiers)

## Varia

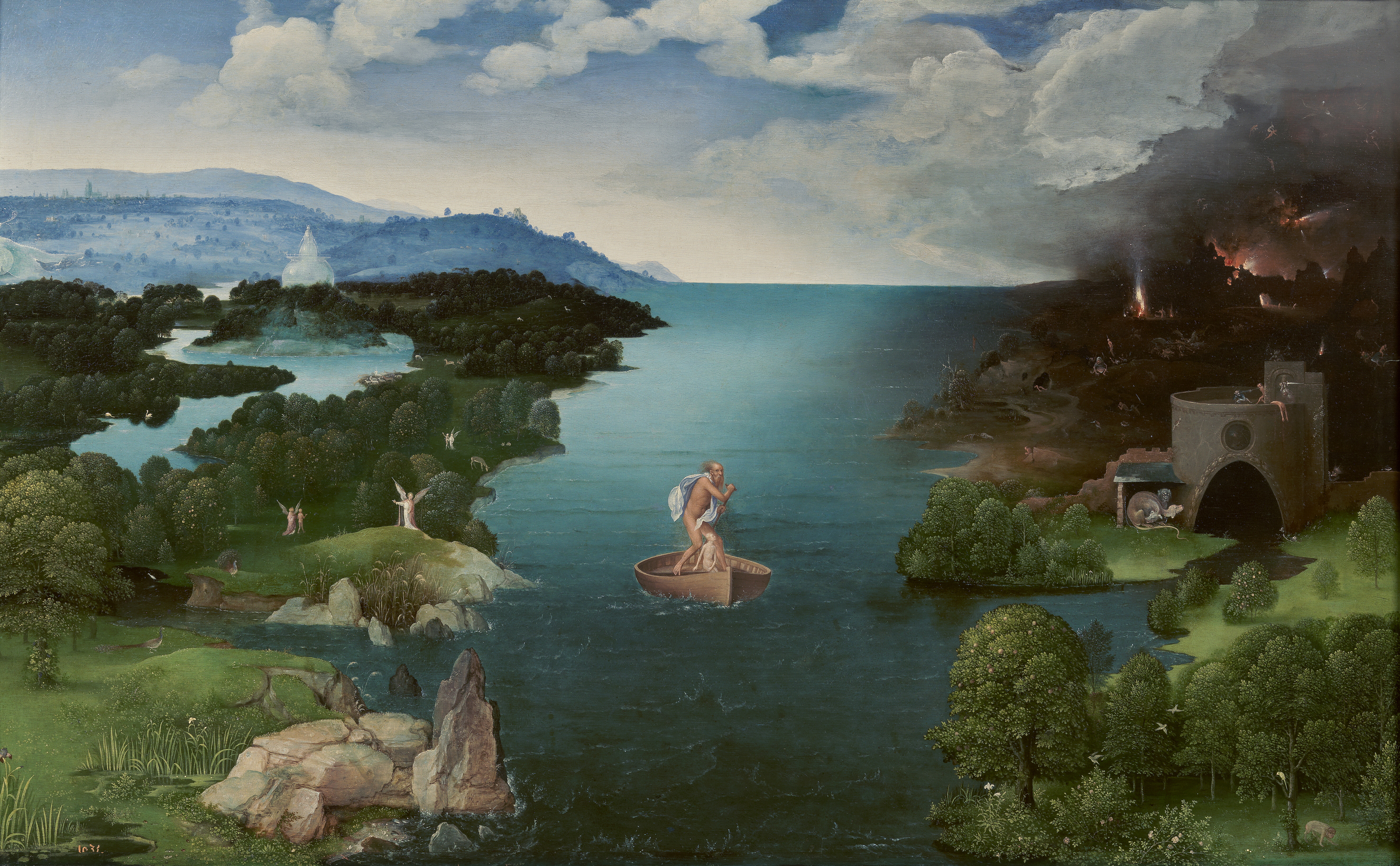
De oversteek naar de onderwereld van Joachim Patinir

- In de Griekse oudheid geloofde men dat overledenen met een veerboot de mythische rivier de Styx (ook wel Acheron) over moesten steken naar Hades, het aan de overkant liggende dodenrijk. Hiervoor moesten ze de veerman, Charon, betalen met een munt (obool) die daarom bij overledenen op de tong gelegd werd.
- In de jaren 70 van de 20e eeuw had Drs. P enig succes met het nummer 'Veerpont' (heen & weer).

## Galerij

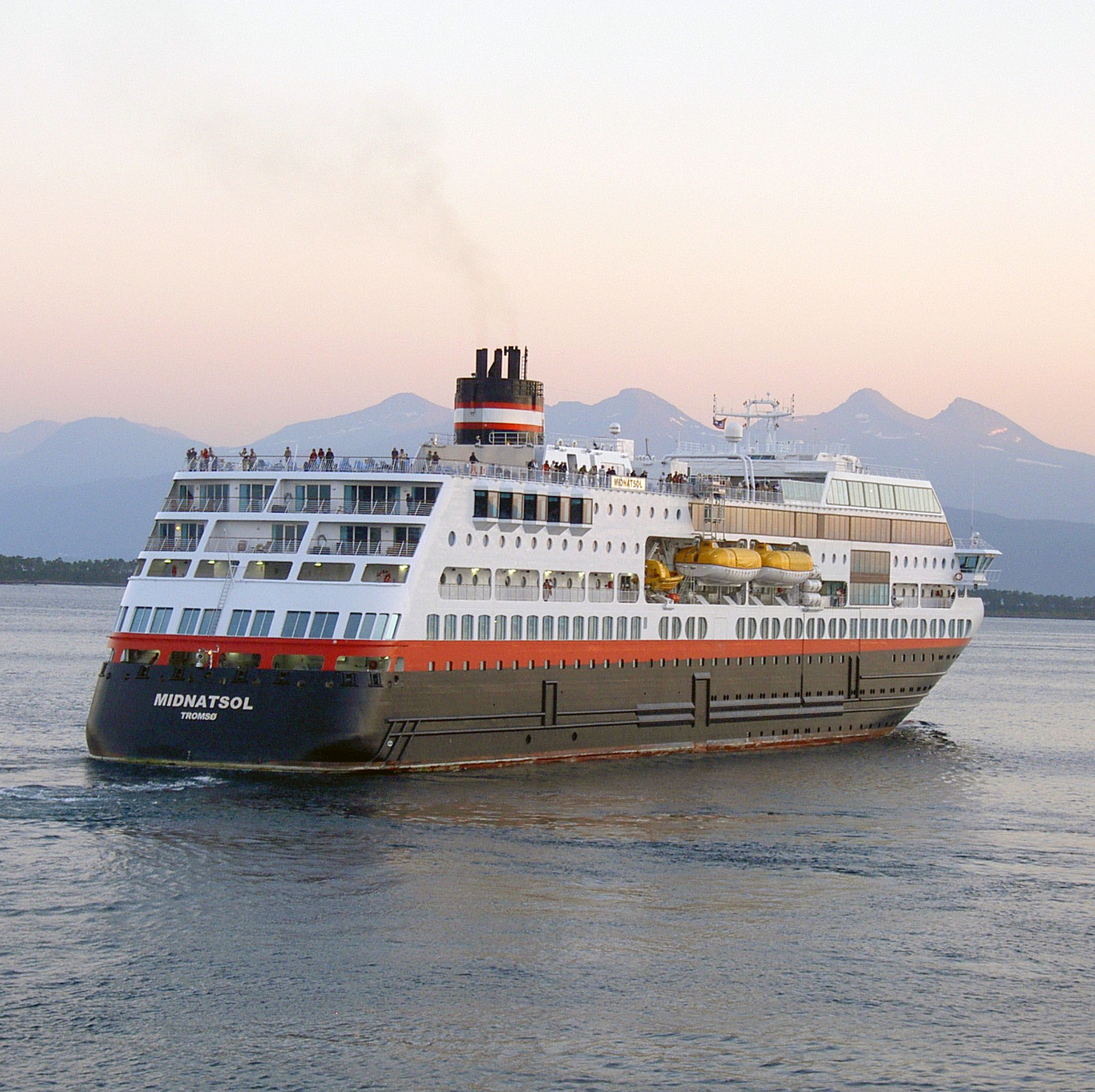
De M/S Midnatsol, een van de veerboten van de Hurtigruten, langs de Noorse kust
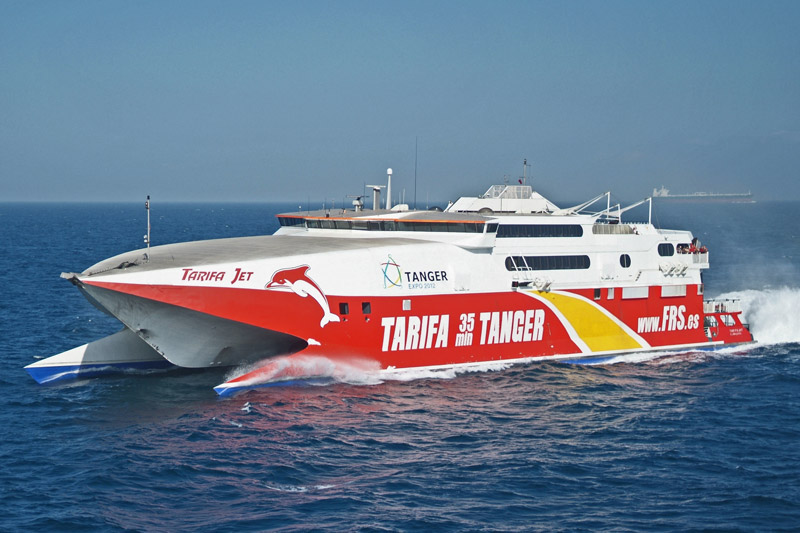
De catamaran-veerboot Tarifa Jet vaart met hoge snelheid over de Straat van Gibraltar tussen Tarifa (Spanje) en Tanger (Marokko)
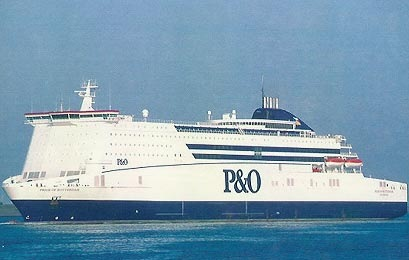
De Pride of Rotterdam, een van de grootste cruiseferry's ter wereld
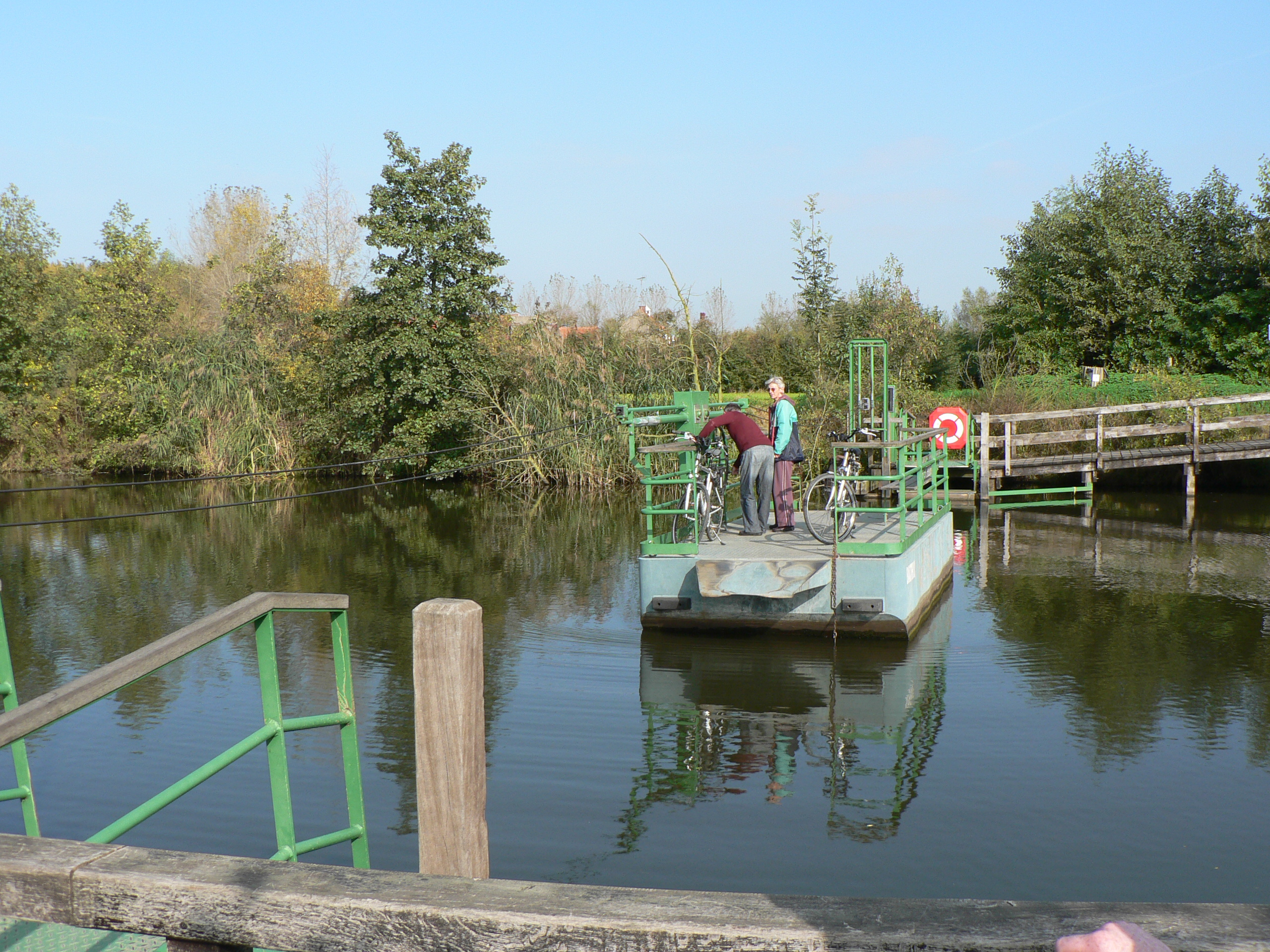
Zelfbedieningsveerpontje in Bachte-Maria-Leerne
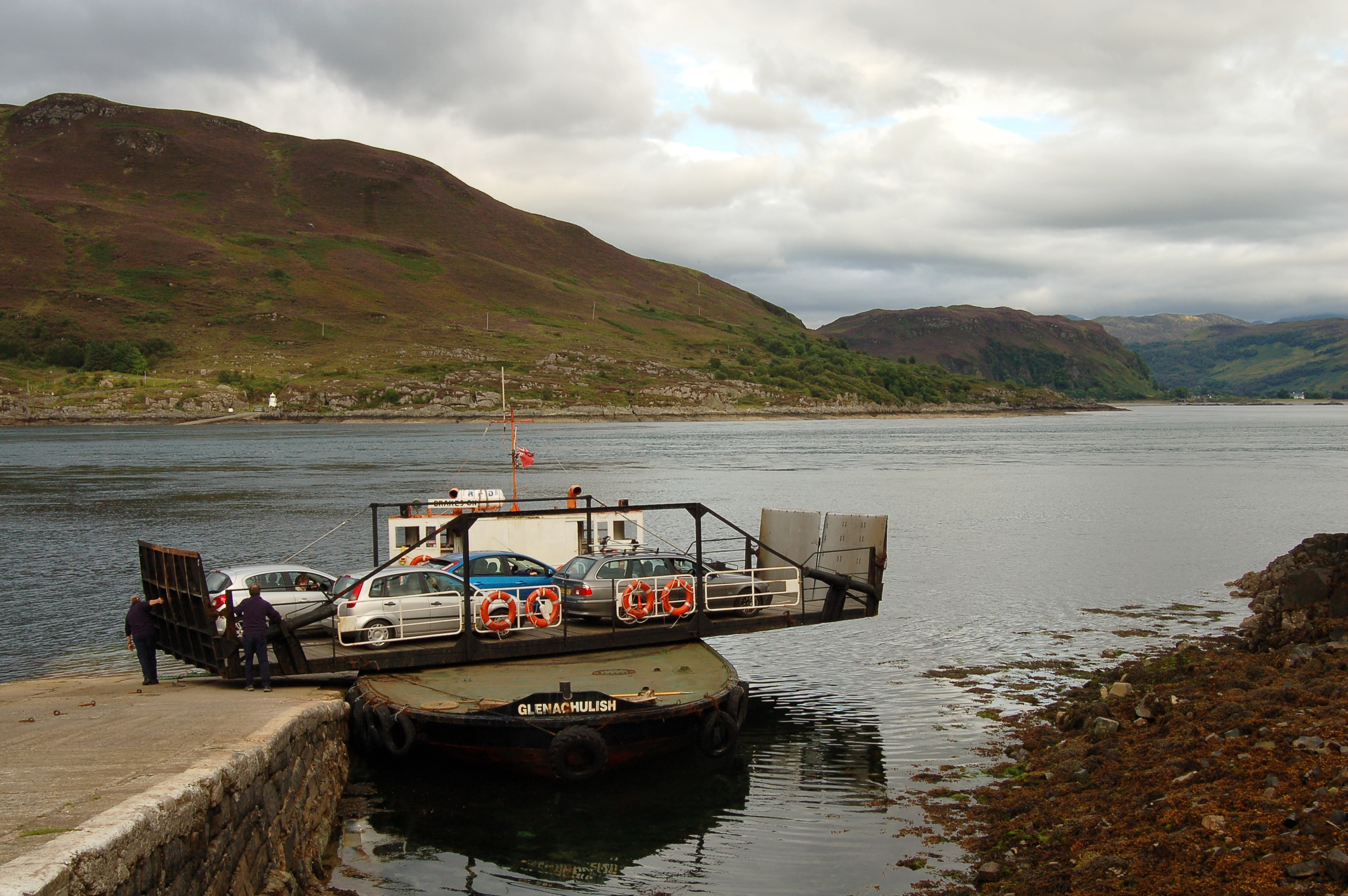
De Glenachulish tussen Glenelg op het Schotse vasteland and Kylerhea op het eiland Skye heeft een draaibaar rijdek, waardoor de voertuigen weer vooruit de pont kunnen verlaten.